# Гилле, Карл (юрист)
Кристиан Фридрих Карл Гилле (нем. Christian Friedrich Karl Gille; 8 октября 1813, Веймар — 6 августа 1899, Ильменау) — немецкий юрист и музыкант-любитель.
Сын государственного служащего. Благодаря дружбе своего отца с сыном Иоганна Вольфганга Гёте мальчиком входил в окружение последнего, а затем стоял в почётном карауле у его гроба. Окончил Йенский университет (1836), там же в 1842 г. получил докторскую степень. С 1844 г. секретарь Высшего апелляционного суда в Йене, общего для герцогств Саксен-Веймар-Эйзенах, Саксен-Мейнинген, Саксен-Альтенбург, Саксен-Кобург-Гота и княжеств Шварцбург-Рудольштадт, Рейсс (старшей линии) и Рейсс (младшей линии). Одновременно возглавлял комитет по устройству концертов при университете.
Наиболее известен как ближайший друг и соратник Ференца Листа со времён его первого появления в Веймаре в 1842 году. Занимался устройством разнообразных организационных и практических дел Листа, в 1861 году был одной из ключевых фигур в создании Листом и Францем Бренделем Всегерманского музыкального союза. В 1870-е гг. проводил в Йене ежегодные концерты хоровых произведений Листа — так называемые «колбасные концерты», потому что после концертной программы в доме Гилле проходил приём, на котором всех угощали колбасками и пивом. С 1887 года первый директор музея Листа в Веймаре.
Почётный доктор Йенского университета (1864). Рыцарь Ордена Белого сокола I класса (1870). Почётный гражданин Йены (1895).